# Cryptocoryne jacobsenii
Cryptocoryne jacobsenii är en kallaväxtart som beskrevs av De Wit. Cryptocoryne jacobsenii ingår i släktet Cryptocoryne och familjen kallaväxter.
Artens utbredningsområde är Sumatera. Inga underarter finns listade.